# 小川奈那
小川奈那（1981年10月26日—）模特兒出身的日本電視演員，2000年加入Cancam雜誌開始模特兒生涯，2005年秋季成為Oscar Promotion公司旗下藝人。

## 作品

### 電視劇
- 『孃王』(2005年，東京電視台)
- 『夜王』(2006年，東京放送)
- 『快感職人』(2006年，朝日電視台)
- 『ドラマ24・クピドの悪戯 虹玉』(2006年，東京電視台)
- 『土曜ドラマ・病院のチカラ～星空ホスピタル～』(2007年，NHK)
- 『考試之神』(2007年，日本電視台)
- 『至愛寶貝～天使少女的育兒日記～』(2008年1月，TBS)
- 『愛迪生之母』(2008年2月，TBS)
- 『你不是犯人吧？』(2008年4月，朝日電視台)
- 『上班族金太郎 第6集』(2008年10月，朝日電視台)

### DVD
- ｢SHUTTER SHOWER 小川奈那｣

## 寫真集
- 1(ワン)　小川奈那写真集
- 月刊小川奈那

## 外部連結
- （日語）小川奈那官方網頁